# 拉加列加
拉加列加，是西班牙卡斯蒂利亚-莱昂布尔戈斯省的一个市镇。总面积17平方公里，总人口93人（2001年），人口密度5人/平方公里。